# Regulatorische Technologie
Regulatorische Technologie (üblicher ist das Schachtelwort RegTech) bezeichnet den Bereich der Informationstechnik, der den Umgang, vor allem die Compliance von Unternehmen und anderen Organisationen mit regulatorischen Anforderungen verbessert, automatisiert und/oder effizienter macht. RegTech findet hauptsächlich in stark regulierten Branchen wie der Finanzwirtschaft und der Gesundheitswirtschaft Verwendung.

RegTech setzt Technologien wie künstliche Intelligenz, Big Data, Cloud Computing oder Machine Learning ein, um regulatorische Anforderungen zu erfüllen. Der Begriff RegTech wurde erstmals 2015 von der britischen Finanzaufsichtsbehörde FCA (Financial Conduct Authority) definiert:
“FinTech has the potential to be applied to regulation and compliance to make financial regulation and reporting more transparent, efficient and effective – creating new mechanisms for regulatory technology, RegTech.”
Der Markt für RegTech-Leistungen wächst kontinuierlich. Es wurde geschätzt, dass die Ausgaben von Unternehmen für regulatorische Technologien von 10 Milliarden US-Dollar im Jahr 2017 auf über 75 Milliarden US-Dollar im Jahr 2022 zunehmen würden.
Führende Regtech Firmen sind im Vereinigten Königreich, Deutschland und der Schweiz zu finden. Die International Regtech Association (IRTA) hat ihren Sitz in der Schweiz.
Regulierungen wie Basel II, Solvency II, PSD II, MiFID II oder die Datenschutz-Grundverordnung (DSGVO) hatten starken Einfluss auf die Entwicklung von RegTech.
Für die Finanzdienstleistungsbranche sind die Kosten regulatorischer Verpflichtungen drastisch gestiegen, sodass die große Mehrheit der CEOs von Banken diese Kosten als eine Quelle disruptiver Umwelzungen betrachten. Dies schafft einen starken wirtschaftlichen Anreiz für effizientere Berichts- und Compliance-Systeme, um Risiken besser zu kontrollieren. Darüber hinaus stellen die massiven Zuwächse im Umfang und in der Vielfalt der an Regulierungsbehörden zu meldenden Daten eine große Chance für die Automatisierung von Compliance- und Überwachungsprozessen dar. Der Einsatz dieser Technologie wird in der Finanzdienstleistungsbranche als potenziell effizientitätssteigernd sowie als förderlich für Skaleneffekte und eine breitere wirtschaftliche Reichweite bestehender Marktteilnehmer angesehen.
Eine Studie über in den USA ansässige Finanzberater legt nahe, dass die durch staatliche Vorgaben angeregte Einführung von RegTech die Marktkonzentration erhöht hat, was mit einer verstärkten Übernahmetätigkeit und einem Arbeitskräftefluss hochqualifizierter Mitarbeiter zu Unternehmen mit besserer Technologie zusammenhängt. Allerdings könnte es weitere indirekte Vorteile von RegTech geben, die in der Studie nicht berücksichtigt wurden.